# Лидзбаркский повет
Лидзбаркский повет (пол. Powiat lidzbarski) — повет (район) в Польше, входит как административная единица в Варминьско-Мазурское воеводство. Центр повета — город Лидзбарк-Варминьски. Занимает площадь 924,42 км². Население — 42 266 человек (на 31 декабря 2015).

## Административное деление
- города: Лидзбарк-Варминьски, Орнета;
- городские гмины: Лидзбарк-Варминьски;
- городско-сельские гмины: Гмина Орнета;
- сельские гмины: Гмина Кивиты, Гмина Лидзбарк-Варминьски, Гмина Любомино.

## Демография
Население повята дано на 31 декабря 2015.
| Перепись            | Всего | Мужчины | Женщины |
| ------------------- | ----- | ------- | ------- |
| Всего               | 42266 | 20855   | 21411   |
| Городское население | 25208 | 12055   | 13153   |
| Сельское население  | 17058 | 8800    | 8258    |